# کتاب اسرار
کتاب اسرار (به انگلیسی: The Book of Secrets) نام رمانی اثر ام. جی. واسنجی نویسنده کانادایی است که در سال ۱۹۹۴ منتشر شد. این کتاب در همان سال انتشار (۱۹۹۴) برنده اولین جایزه گیلر شد.